# بند مورگان رید
بند مورگان رید مربوط به سده‌های متاخر دوران‌های تاریخی پس از اسلام است و در شهرستان ایرانشهر، بخش مرکزی، دهستان نایگون، ۵ کیلومتری جنوب روستای اله آباد نایگون واقع شده و این اثر در تاریخ ۲۶ اسفند ۱۳۸۷ با شمارهٔ ثبت ۲۵۸۷۳ به‌عنوان یکی از آثار ملی ایران به ثبت رسیده‌است.